# Maïli-Jade Ouellet
Maïli-Jade Ouellet (née en 2002) est une joueuse d'échecs canadienne, grand maître international féminin et championne du Canada en 2017.

## Biographie et carrière
Maïli-Jade Ouellet apprend à jouer aux échecs lorsqu'elle est enfant et participe à des tournois dès 7 ans,.
En 2014, elle remporte le championnat du Canada d'échecs de la jeunesse dans la catégorie des filles de moins de 12 ans. En 2018, elle remporte le championnat du Canada, cette fois dans la catégorie des filles de moins de 16 ans et dans celle des filles de moins de 18 ans en même temps.
En 2017-2018, elle remporte le championnat du Canada d'échecs féminin, qui est en même temps le zonal 2.1, qualificatif pour le championnat du monde féminin de 2018, terminant un demi-point devant la précédente championne, Qiyu Zhou. Elle se qualifie ainsi pour le championnat du monde d'échecs féminin de 2018,. Elle est à nouveau championne du Canada en 2022.
Maïli-Jade Ouellet joue pour le Canada lors des Olympiades d'échecs féminines :
- en 2016, à l'échiquier de réserve lors de l'Olympiade d'échecs de Bakou, en Azerbaïdjan (5 victoires (+5), aucune nulle (=0), 2 défaites (-2))[9];
- en 2018, au troisième échiquier lors de l'43e Olympiade d'échecs de Batoumi, en Géorgie (+5, = 2, -3)[10].

En 2013, Maïli-Jade Ouellet devint candidat maître. En 2016, elle reçoit le titre de maître international féminin, (MIF). Depuis 2020, elle est également grand maître international féminin (GMF).